# Маршал (Минесота)
Маршал (енгл. Marshall) град је у америчкој савезној држави Минесота.

## Демографија
По попису из 2010. године број становника је 13.680, што је 945 (7,4%) становника више него 2000. године.
| Група             | 2000.          | 2010.          |
| Белци             | 11.290 (88,7%) | 11.395 (83,3%) |
| Афроамериканци    | 355 (2,8%)     | 544 (4,0%)     |
| Азијати           | 194 (1,5%)     | 410 (3,0%)     |
| Хиспаноамериканци | 755 (5,9%)     | 1.063 (7,8%)   |
| Укупно            | 12.735         | 13.680         |